# 1925년 전조선전문학교연합정구대회
1925년 전조선전문학교연합정구대회는 전조선전문학교연합정구대회의 1925년 시즌 정구 대회이다. 1925년 11월 23일에 일제강점기 조선 경기도 경성부에 있는 휘문고등보통학교 운동장에서 개최되었다.

## 경기장
| 경기장                  | 도시 | 좌석 | 수용 | 비고 |
| ----------------------- | ---- | ---- | ---- | ---- |
| 휘문고등보통학교 운동장 | 경성 |      |      |      |

## 정구단
| 정구단                  | 도시 | 첫 참가 | 횟수 | 선수 | 비고 |
| ----------------------- | ---- | ------- | ---- | ---- | ---- |
| 경성법학전문학교 정구단 | 경성 | 1923    | 3    |      |      |
| 경성약학전문학교 정구단 | 경성 | 1925    | 1    |      |      |
| 경성의학전문학교 정구단 | 경성 | 1923    | 3    |      |      |
| 보성전문학교 정구단     | 경성 | 1923    | 3    |      |      |
| 수원고등농림학교 정구단 | 수원 | 1923    | 3    |      |      |
| 숭실전문학교 정구단     | 평양 | 1925    | 1    |      | 기권 |

## 경기 결과
|  | 1라운드                 | 1라운드                 |                         |    | 준결승 | 준결승 |  |  | 결승 | 결승 |
|  |                         |                         |                         |    |        |        |  |  |      |      |
|  | 11월 23일 - 경성        |                         |                         |    |        |        |  |  |      |      |
|  |                         |                         |                         |    |        |        |  |  |      |      |
|  | 경성법학전문학교 정구단 | 3                       |                         |    |        |        |  |  |      |      |
|  | 경성법학전문학교 정구단 | 3                       | 6월 29일 - 경성         |    |        |        |  |  |      |      |
|  | 경성의학전문학교 정구단 | 1                       |                         |    |        |        |  |  |      |      |
|  | 경성의학전문학교 정구단 | 1                       | 경성법학전문학교 정구단 |    |        |        |  |  |      |      |
|  |                         |                         |                         |    |        |        |  |  |      |      |
|  |                         |                         | 부전승                  |    |        |        |  |  |      |      |
|  |                         |                         |                         |    |        |        |  |  |      |      |
|  |                         |                         | 11월 23일 - 경성        |    |        |        |  |  |      |      |
|  |                         |                         |                         |    |        |        |  |  |      |      |
|  | 경성법학전문학교 정구단 | 3                       |                         |    |        |        |  |  |      |      |
|  | 경성법학전문학교 정구단 | 3                       | 11월 23일 - 경성        |    |        |        |  |  |      |      |
|  |                         | 수원고등농림학교 정구단 | 0                       |    |        |        |  |  |      |      |
|  | 보성전문학교 정구단     | 수원고등농림학교 정구단 | 0                       | 패 |        |        |  |  |      |      |
|  | 보성전문학교 정구단     | 11월 23일 - 경성        |                         | 패 |        |        |  |  |      |      |
|  | 수원고등농림학교 정구단 | 승                      |                         |    |        |        |  |  |      |      |
|  | 수원고등농림학교 정구단 | 승                      | 수원고등농림학교 정구단 | 3  |        |        |  |  |      |      |
|  |                         |                         | 수원고등농림학교 정구단 | 3  |        |        |  |  |      |      |
|  |                         |                         | 경성약학전문학교 정구단 | 2  |        |        |  |  |      |      |
|  |                         |                         | 경성약학전문학교 정구단 | 2  |        |        |  |  |      |      |
|  |                         |                         |                         |    |        |        |  |  |      |      |
|  |                         |                         |                         |    |        |        |  |  |      |      |
|  |                         |                         |                         |    |        |        |  |  |      |      |

1925년 11월 23일에 휘문고등보통학교 운동장에서 진행된 경성법학전문학교 정구단과 경성의학전문학교 정구단 간의 1라운드 첫 번째 경기는 경성법학전문학교 정구단이 3:1로 승리한 후 부전승으로 결승에 직행했다. 보성전문학교 정구단과 경성약학전문학교 정구단 간의 1라운드 두 번째 경기는 경성약학전문학교 정구단이 이기며 2라운드에 진출했다. 수원고등농림학교 정구단과 경성약학전문학교 정구단 간의 2라운드 경기는 수원고등농림학교 정구단이 3:2로 이기며 결승에 진출했다. 1925년 11월 23일에 휘문고등보통학교 운동장에서 진행된 경성법학전문학교 정구단과 수원고등농림학교 정구단 간의 결승 경기는 경성법학전문학교 정구단이 3:0으로 이기며 우승을 차지했다.

## 참고 문헌
- 대한체육회 100주년 기념사업부 (2020). 《대한민국 체육 100년》. 대한체육회.
- 《대한민국 체육 100년 Ⅰ 통사 (민족과 함께 한 대한민국 체육 100년)》. 대한체육회. 2020.
- 《대한민국 체육 100년 Ⅱ 민족의 구심체, 조선체육회 (1920~1945)》. 대한체육회. 2020.
- 《대한민국 체육 100년 Ⅲ 세계를 향한 도전 (1945~1980)》. 대한체육회. 2020.
- 《대한민국 체육 100년 Ⅳ 스포츠로 꽃피운 대한민국 (1981~2000)》. 대한체육회. 2020.
- 《대한민국 체육 100년 Ⅴ 스포츠강국을 넘어 선진국으로(2001~2020)》. 대한체육회. 2020.
- “때느저가는庭球界(정구계) 掉尾(도미)의大接戰(대접전)”. 조선일보. 1925년 11월 17일.
- “全朝鮮專門學校聯合庭球大會(전조선전문학교연합정구대회)”. 조선일보. 1925년 11월 18일.
- “專門學校(전문학교) 聯合庭球(연합정구)”. 동아일보. 1925년 11월 21일.
- “盛况中(성황중)에開催(개최)될 全朝鮮專門校庭球大會(전조선전문교정구대회)”. 조선일보. 1925년 11월 21일.
- “전조선전문학교 련합정구대회의 우승긔”. 조선일보. 1925년 11월 22일.
- “全朝鮮專門學校聯合庭球大會(전조선전문학교연합정구대회)”. 조선일보. 1925년 11월 22일.
- “南北兩雄(남북양웅)도㕘加(참가)하야 激戰(격전)이豫測(예측)되는聯合庭球(연합정구)”. 조선일보. 1925년 11월 22일.
- “朝鮮學生會主催(조선학생회주최) 專門庭球(전문정구)”. 조선일보. 1925년 11월 22일.
- “全朝鮮專門學校聯合庭球大會(전조선전문학교연합정구대회)”. 조선일보. 1925년 11월 23일.
- “勝利魂(승리혼)의高調(고조)”. 조선일보. 1925년 11월 23일.
- “專門校聯合庭球(전문교연합정구) 興味(흥미)잇는今日(금일)의對戰(대전)”. 조선일보. 1925년 11월 23일.
- “專門聯合庭球(전문연합정구) 豫選經過(예선경과) 二十三日徽文(이십삼일휘문)서”. 조선일보. 1925년 11월 24일.
- “五千觀衆環視下(오천관중환시하)에 名譽(명예)의優勝(우승)은法專校(법전교)로”. 조선일보. 1925년 11월 24일.
- “專門學校聯合庭球大會會塲(전문학교연합정구대회회장)”. 조선일보. 1925년 11월 24일.
- “人山人海中(인산인해중)에 必勝(필승)을期(기)한白熱戰(백열전)!”. 조선일보. 1925년 11월 24일.
- “過去乙丑年中(과거을축년중) 朝鮮(조선)의 運動界(운동계) (五(오))”. 동아일보. 1926년 1월 5일.